# Cornel Coman (fotbalist)
Ion Cornel Coman (n. 13 iulie 1981, Brașov, România) este un fotbalist român retras din activitate, care juca pe postul de atacant.

## Palmares

### Victoria Brănești
- Câștigător Liga a II-a (2009-10)